# Rhamphomyia cana
Rhamphomyia cana är en tvåvingeart som beskrevs av Zetterstedt 1849. Rhamphomyia cana ingår i släktet Rhamphomyia och familjen dansflugor.
Artens utbredningsområde är Danmark. Inga underarter finns listade i Catalogue of Life.